# Les Disparues de la gare
Production
Diffusion
Les Disparues de la gare est une série télévisée française créée par Gaelle Bellan et réalisée par Virginie Sauveur et dont la sortie est prévue pour 2025.
Cette fiction est une production de la société Itinéraire Productions pour une diffusion sur la plateforme de vidéo à la demande Disney+.

## Synopsis
Inspirée d'une histoire vraie, la série raconte la traque, pendant vingt ans, du tueur en série présumé de l'affaire des meurtres de la gare de Perpignan, où trois jeunes femmes ont été assassinées entre 1995 et 2001, une quatrième ayant disparu dans des circonstances similaires, mais son corps n'a jamais été retrouvé.

## Distribution
- Mélanie Doutey : Marie-Josée Andujar, la mère de Tatiana
- Hugo Becker : Franck Vidal
- Patrick Timsit : Félix Sabueso, un policier
- Camille Razat : Flore Robin, une policière
- Ludovic Berthillot : Jacques Rançon, surnommé le « tueur de la gare »
- Kévin Azaïs : Arnaud Cholet
- Yannick Choirat : commissaire Piétri
- Déborah Grall : juge Costa
- Jules Frankel : David
- Fayssal Benbahmed : Ahmed Chekir
- Charles Pelletier
- Quentin Vandevyvere
- July Morel
- Pauline Chen
- Clémentine Allain
- Emma Lambert
- Cyril Mellet

## Production

### Genèse et développement
Cette fiction est une production de la société Itinéraire Productions pour une diffusion sur la plateforme de vidéo à la demande Disney+,,,.
La série, consacrée à l'affaire du tueur de la gare de Perpignan, deux crimes qui ont semé la terreur dans le département des Pyrénées-Orientales à la fin des années 1990, est réalisée par Virginie Sauveur,,,.

### Attribution des rôles
Hugo Becker est annoncé dans le rôle principal de Franck Vidal. Mélanie Doutey jouera Marie-Josée Andujar, la mère de Tatiana. Patrick Timsit et Camille Razat incarneront des policiers. Ludovic Berthillot interprètera Jacques Rançon. Kévin Azaïs sera Arnaud Cholet et Yannick Choirat jouera le commissaire Piétri.

### Tournage
Le tournage de la série a lieu à partir du 11 mars 2024 pour une durée de 15 semaines à Perpignan principalement et à Montpellier pour quelques séquences,,. Les prises de vues à Perpignan sont prévues du 4 au 25 avril.

### Fiche technique
Sauf indication contraire, les informations mentionnées dans cette section peuvent être confirmées par les bases de données cinématographiques IMDb et Allociné,  présentes dans la section « Liens externes ».
- Titre français : Les Disparues de la gare
- Genre : Drame, Policier[7]
- Production :
- Sociétés de production : Itinéraire Productions[1],[2],[3],[4]
- Sociétés de distribution : Disney+[2],[4]
- Réalisation : Virginie Sauveur[1],[2],[3],[4]
- Scénario : Gaelle Bellan, Laura Piani, Saskia Waledisch et Mehdi Ouahab
- Musique : Saycet
- Décors : Sandrine Jarron
- Photographie : David Ciccodicola
- Pays de production :  France
- Langue originale : français
- Format : couleur
- Nombre de saisons : 1
- Nombre d'épisodes[1],[2],[3] : 6
- Durée : 45 minutes par épisode[6]
- Dates de première diffusion :